# Нова Весь (гміна Почесна)
Нова Весь (пол. Nowa Wieś) — село в Польщі, у гміні Почесна Ченстоховського повіту Сілезького воєводства.
Населення — 653 особи (2011).
У 1975-1998 роках село належало до Ченстоховського воєводства.

## Демографія
Демографічна структура станом на 31 березня 2011 року:
|          | Загалом | Допрацездатний вік | Працездатний вік | Постпрацездатний вік |
| -------- | ------- | ------------------ | ---------------- | -------------------- |
| Чоловіки | 319     | 67                 | 210              | 42                   |
| Жінки    | 334     | 56                 | 191              | 87                   |
| Разом    | 653     | 123                | 401              | 129                  |